# .450 Adams
O .450 Adams, oficialmente designado .450 Boxer Mk I, e também conhecido como .450 Revólver , .450 Colt, .450 Short, .450 Corto e .450 Mark III, e na América como .45 Webley, é um cartucho de fogo central metálico para inicialmente usado em revólveres Beaumont-Adams convertidos, no final da década de 1860, que utiliza pólvora negra de origem britânica; o .450 Adams foi o primeiro cartucho de fogo central do Exército Britânico.

## História
O .450 foi adotado para o revólver Adams em novembro de 1868, e serviu até ser substituído em serviço em 1880 pelo .476 Enfield (nos Enfield Mark 1 e 2), que por sua vez, foi suplantado pelo cartucho .455 Webley em 1887.

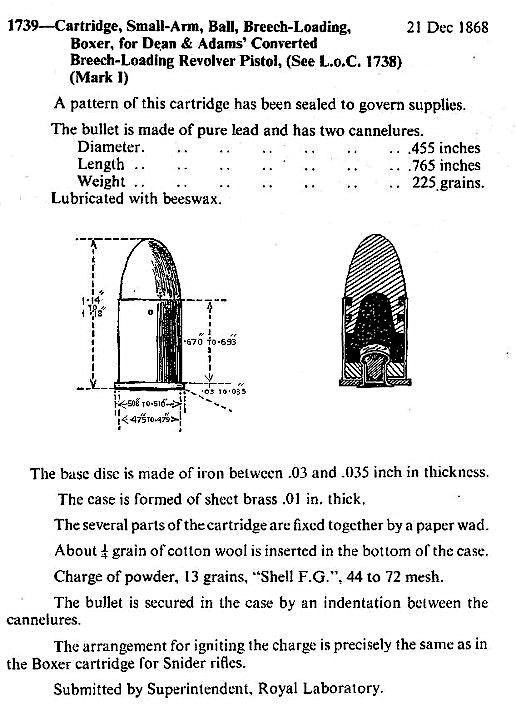
Especificações do cartucho .450 Adams.

Carregado originalmente com 13 grãos (0,842 gramas) de pólvora negra com uma bala de 225 grãos (14,6 gramas), mais tarde também foi oferecido em uma carga de pólvora sem fumaça. Apesar das diferentes designações, o .450 Adams pode ser disparado em qualquer arma com câmara para .455 Webley, .455 Colt ou .476 Enfield.

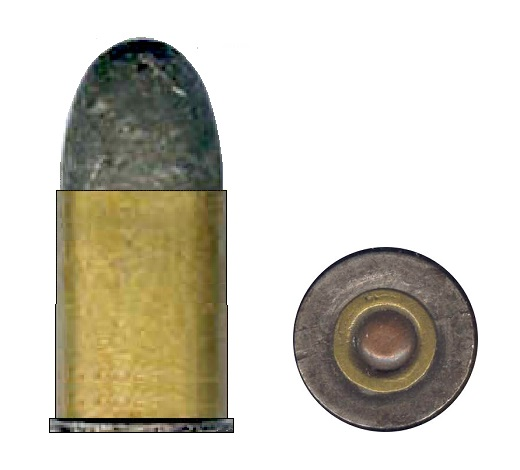
O cartucho .450 Adams.

Embora não seja considerado um cartucho militar adequado, os cartuchos .450 Adams "Mark III" serviram como reserva para as forças armadas britânicas até a Primeira Guerra Mundial. O .450 Adams também se provou popular entre os usuários civis dos revólveres "Webley RIC" e "British Bulldog", sendo portados na Europa e persistindo nos Estados Unidos até por volta de 1940. Tanto a Colt quanto a Smith & Wesson ofereceram revólveres em .450 Adams.

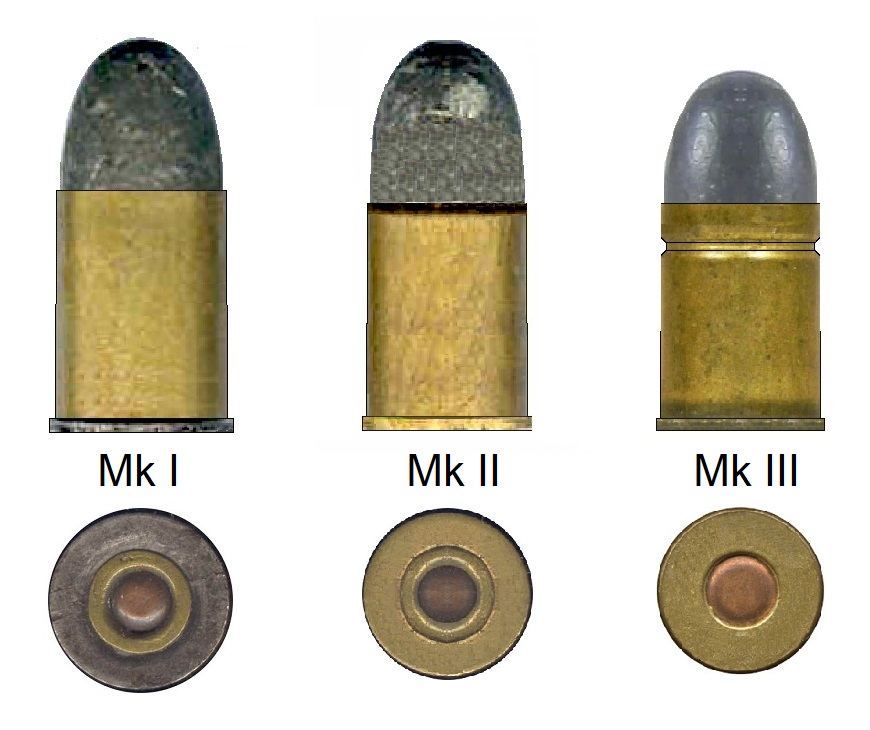
As três variantes do cartucho .450 Adams.

Era aproximadamente semelhante em poder ao contemporâneo .38 S&W, ao .41 Colt, e ao .44 S&W American.
A munição carregada manualmente pode ser feita a partir do estojo do .455 Webley encurtado.